# Selidosema limbata
Selidosema limbata là một loài bướm đêm trong họ Geometridae.